# Воротца Трёх Королей (Кёльн)
Воротца Трёх Королей (нем. Dreikönigenpförtchen, местный кёльнский диалект - Dreikünnijepöötzche) — небольшие ворота в городе Кёльн (Германия) рядом с современной католической церковью Святой Марии Капитолийской. Это единственные из сохранившихся в городе древних ворот, за которыми в Средние века начинался особый монастырский иммунитет, то есть заканчивалась юридическая власть и налоговый суверенитет Кёльна. Маленькие ворота соединяют Лиххоф (нем. Lichhof) (бывшее церковно-монастырское кладбище) церкви Святой Марии Капитолийской с площадью Марии (нем. Marienplatz). Маленькие ворота не следует путать с кёльнскими средневековыми большими Воротами Трёх Королей (нем. Dreikönigenpforte) городских укреплений на Рейнской стороне, которые были снесены в 1854 году.

## История
23 июля 1164 года архиепископ Райнальд фон Дассель, верховный канцлер Италии и канцлер Священной Римской империи германской нации, привез мощи Трёх королей (в православном понимании — трёх волхвов) из Италии в Кёльн в качестве военных трофеев. Когда 9 июня 1164 года он начал свое трудное и опасное путешествие из Милана с этим подарком от немецкого императора Фридриха I Барбароссы, то пришлось проявить большую хитрость, чтобы защитить ценный груз от кражи. Легенда гласит о том, что ради обмана преследователей, фон Дассель поместил мощи в три гроба и распространил слух, что он везёт кости скончавшихся в Милане от чумы трёх рыцарей.
Архиепископу удалось добраться до Кельна целым и невредимым, и он был торжественно и с большим энтузиазмом встречен церковной процессией и народом ещё до прибытия в город. Неизвестно, через какие ворота его самого и бесценный груз ввели в Кёльн, но легенда утверждает, что это были именно современные «Воротца трёх Королей». Таким образом мощи сразу же попали под церковный защитный иммунитет и в первый день были поставлены именно в Церкви Марии Капитолийской, а не в городском кафедральном соборе. Отсюда и берёт начало название ворот Трёх Королей.
Современные ворота были перестроены кельнским членом совета Йоханнесом Харденратом в 1460 году на месте первоначального романского прохода. Они были восстановлены в 1842 году кельнским архитектором Иоганном-Петером Вайером. Во время Второй мировой войны здание было разрушено и восстановлено в 1946 году.
Над аркой ворот размещены небольшие скульптуры трёх волхвов, поклоняющихся Богородицу с младенцем на руках. Они были добавлены позже, в 1310 году. Ныне оригиналы находятся в Музее Шнютгена, их заменили копиями в 1981 году. Раньше ниша и фигурки были раскрашенными, а фон был темно-синим с золотыми звёздами.

## Воротца в искусстве
Ещё в конце XIX века несколько художников обращались к теме ворот Трёх королей и оставили рисунки, акварели и работы в масле, на которых изображены воротца. Среди них можно назвать Роланда Анхайззера (нем. Roland Anheisser), Карла Рюделля (нем. Carl Rüdell) и Йозефа Дедерихза (нем. Josef Dederichs). После Второй мировой войны, в связи с восстановление Кёльна из Руин и возобновлением карнавальной традиции стала широко исполняться песня Карла Бербуера (нем. Karl Berbuer)на кёльнском диалекте «Nor am Dreikünningepöötzge, do weiß die Oma joot Bescheid» (1953).

## Галерея художественных произведений

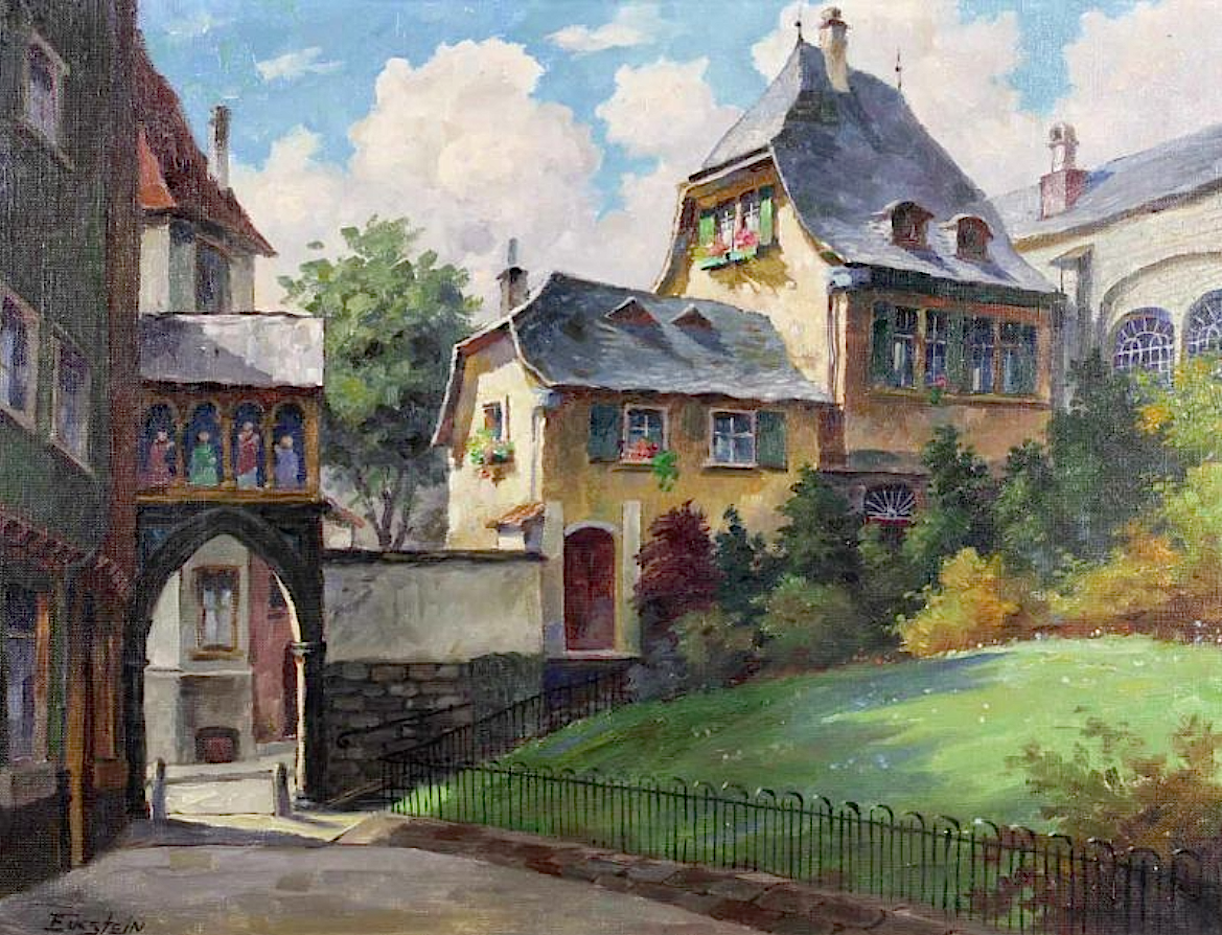
Неизвестный художник начала XX века.
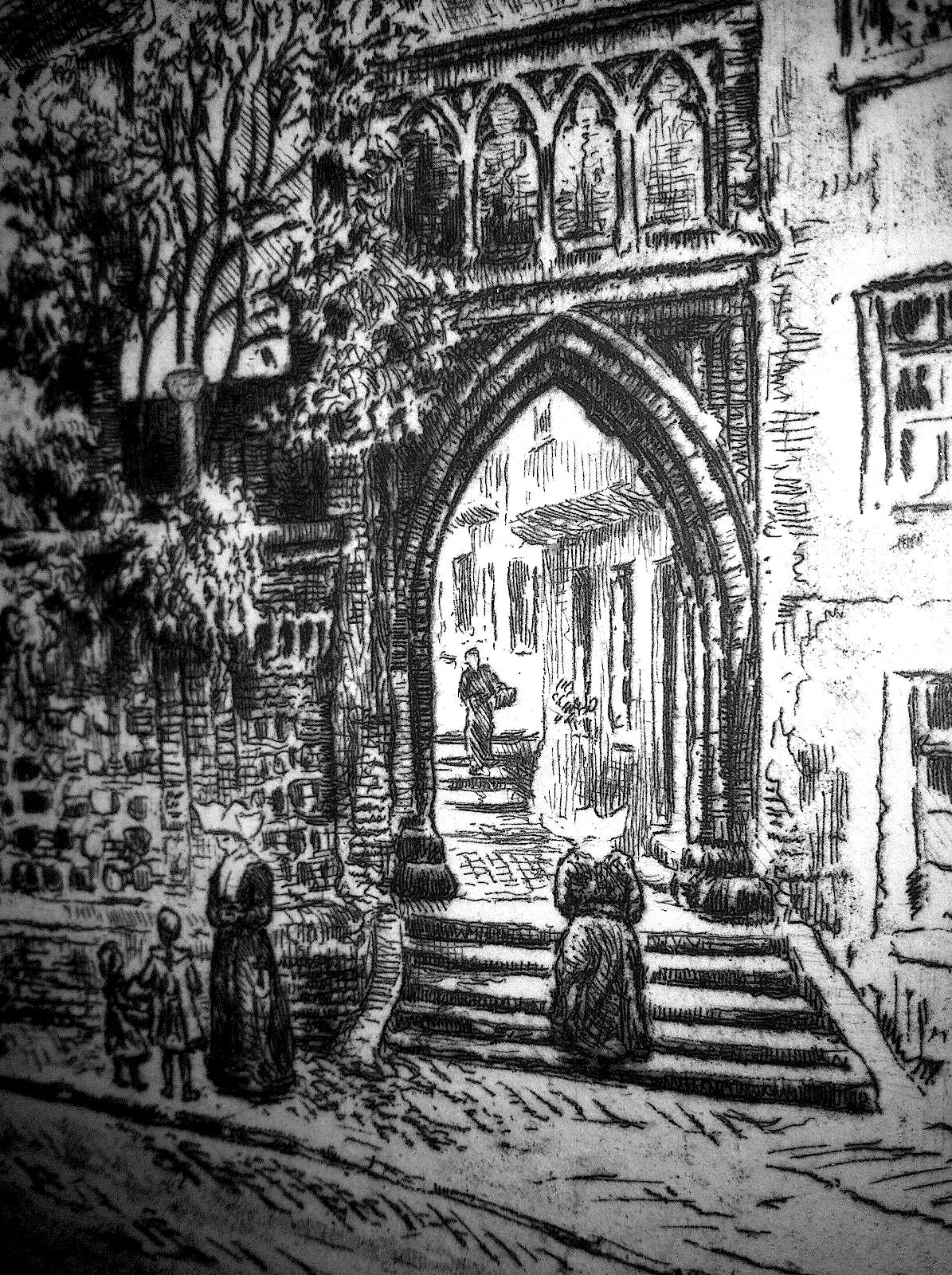
Роланд Атхайззер, конецXIX-начало XX века.
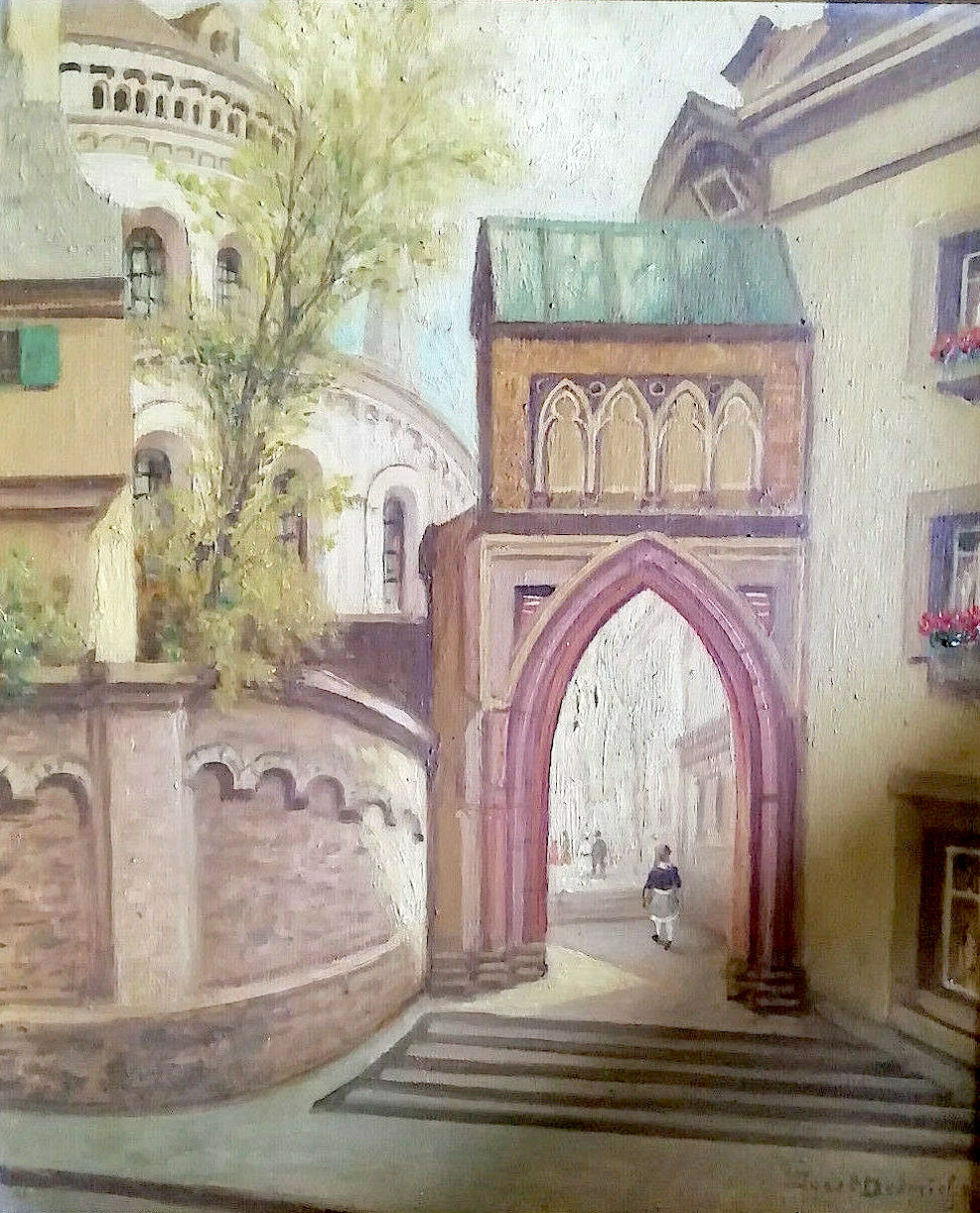
Йозеф Дедерихс, начало XX века.
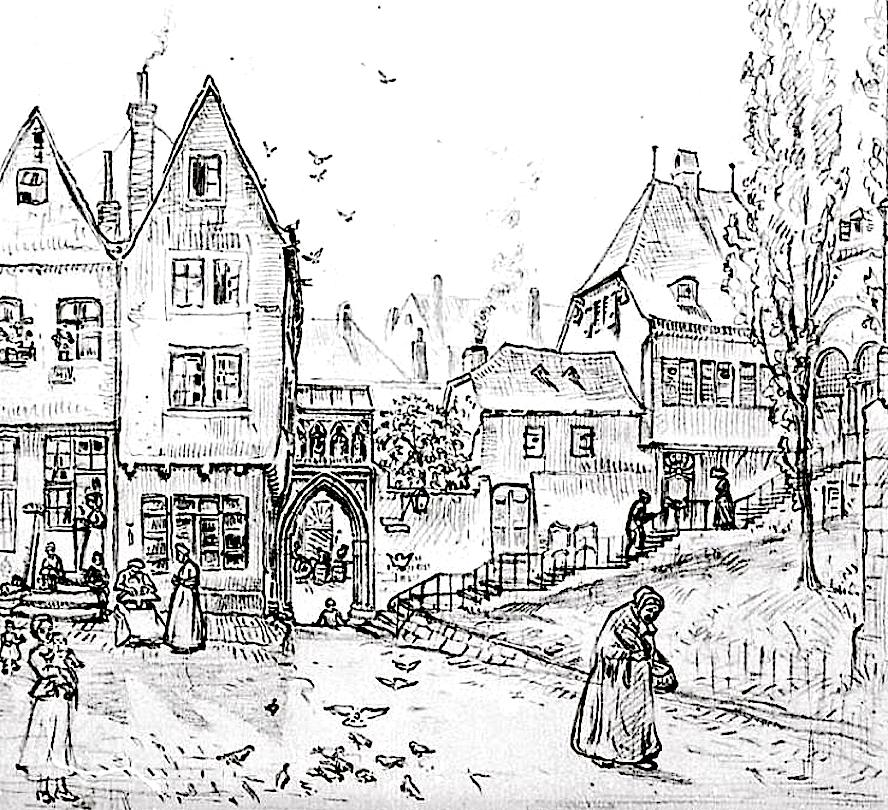
Роланд Анхайззер, около 1900 года.

## Галерея современных фотоизображений

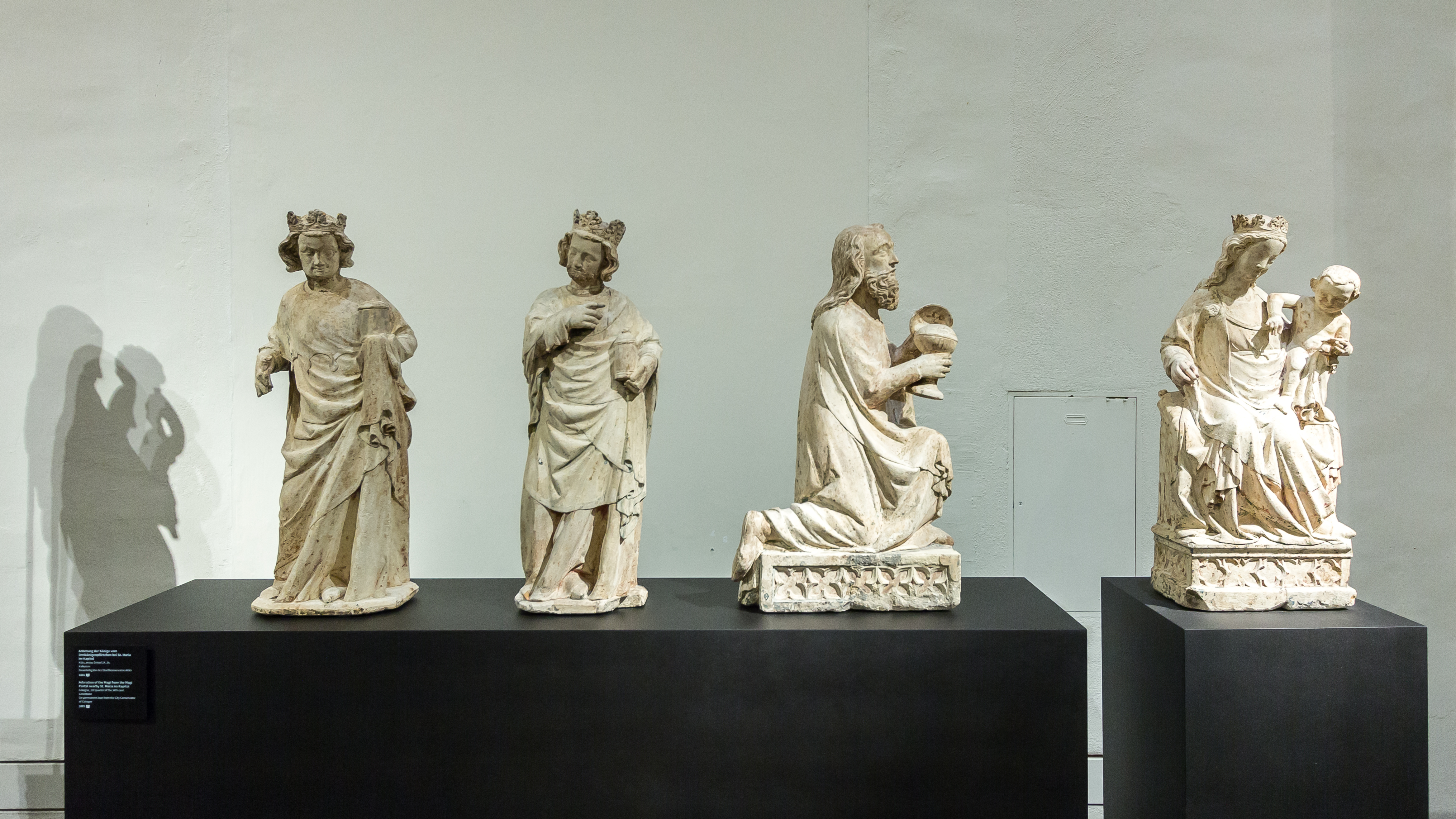
Оригиналы скульптур Трёх королей в музее Шнютгена
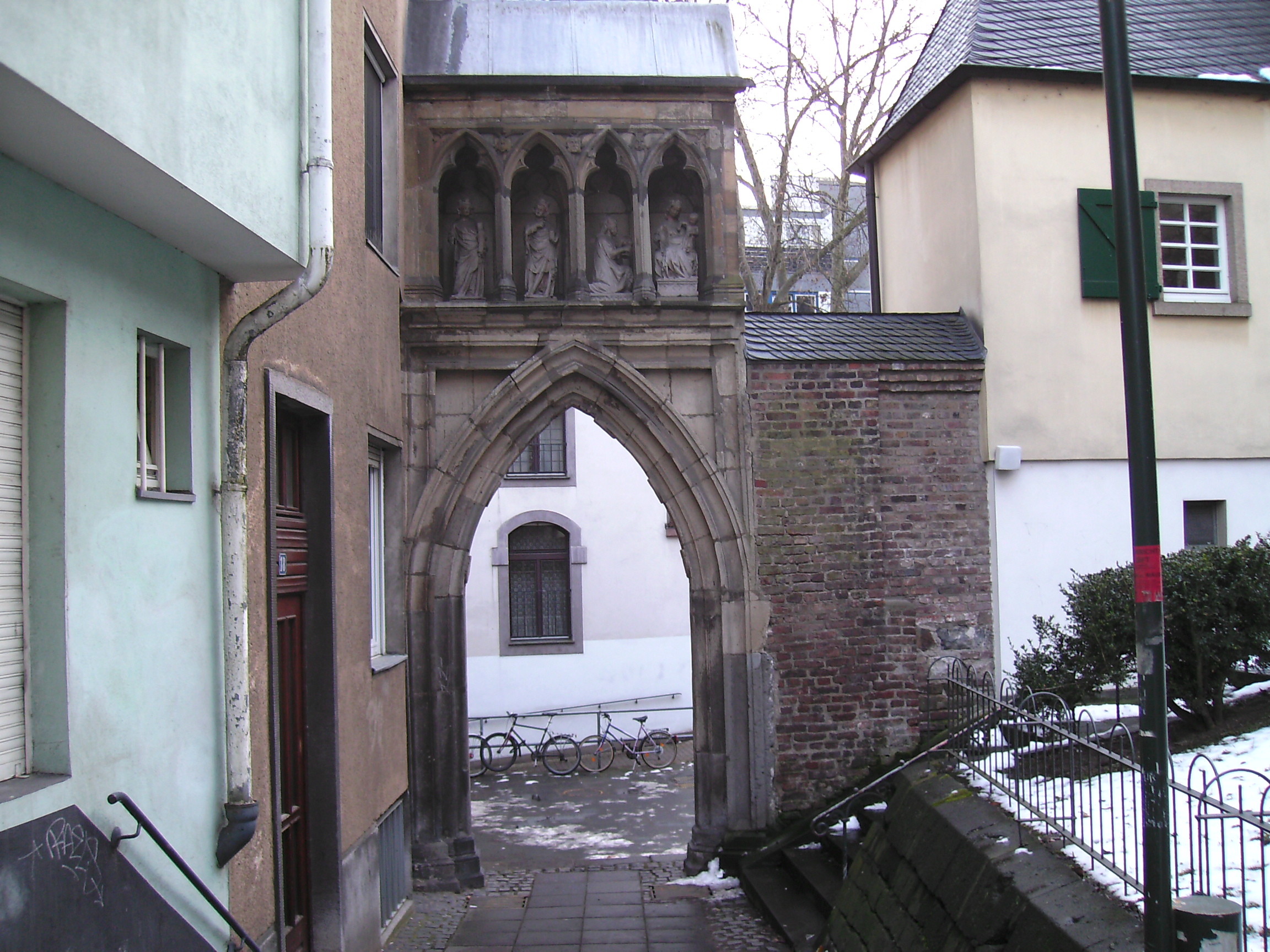
Воротца Трёх королей со строны Лиххофа
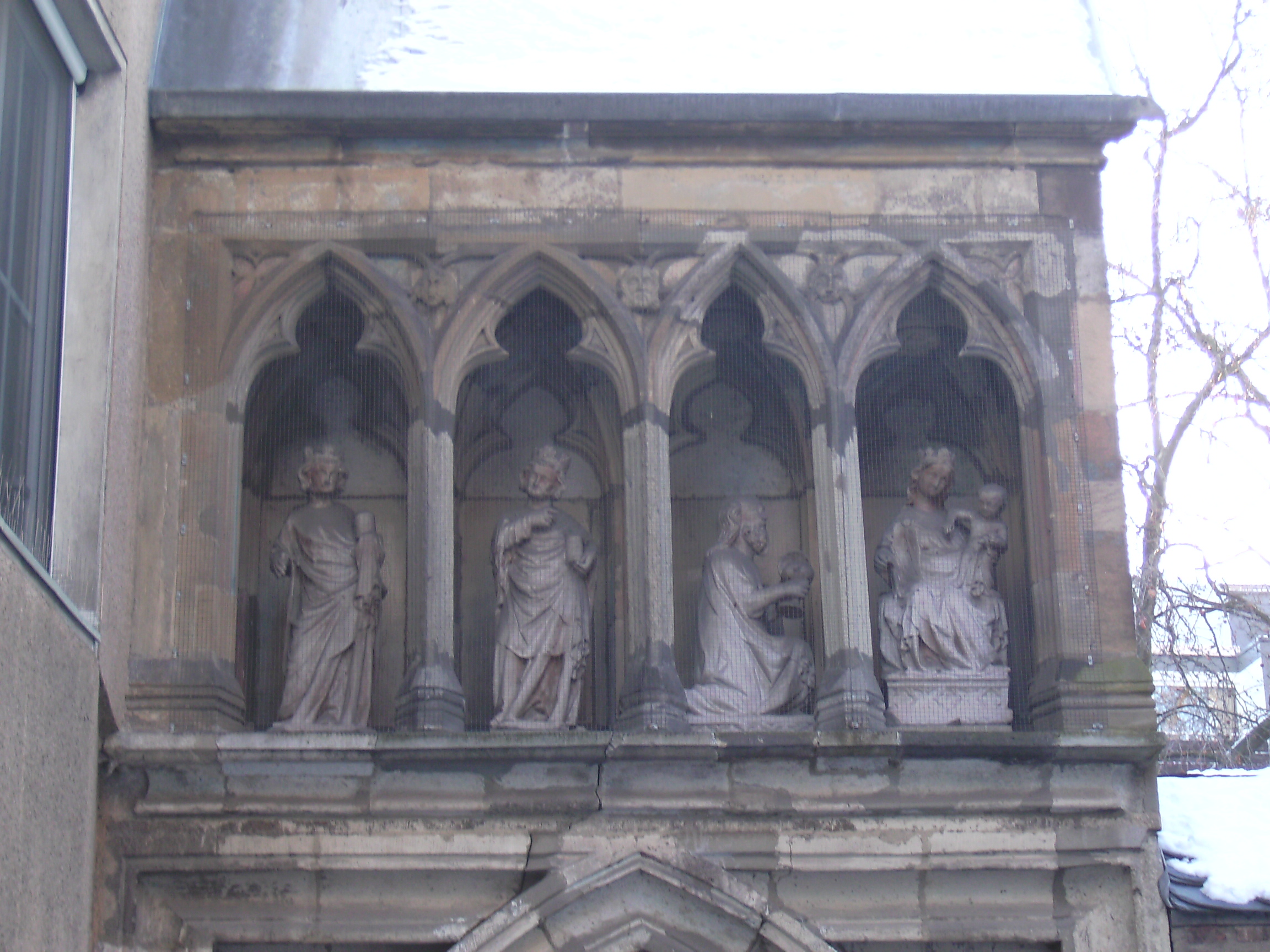
Деталь ворот со стороны Лиххофа
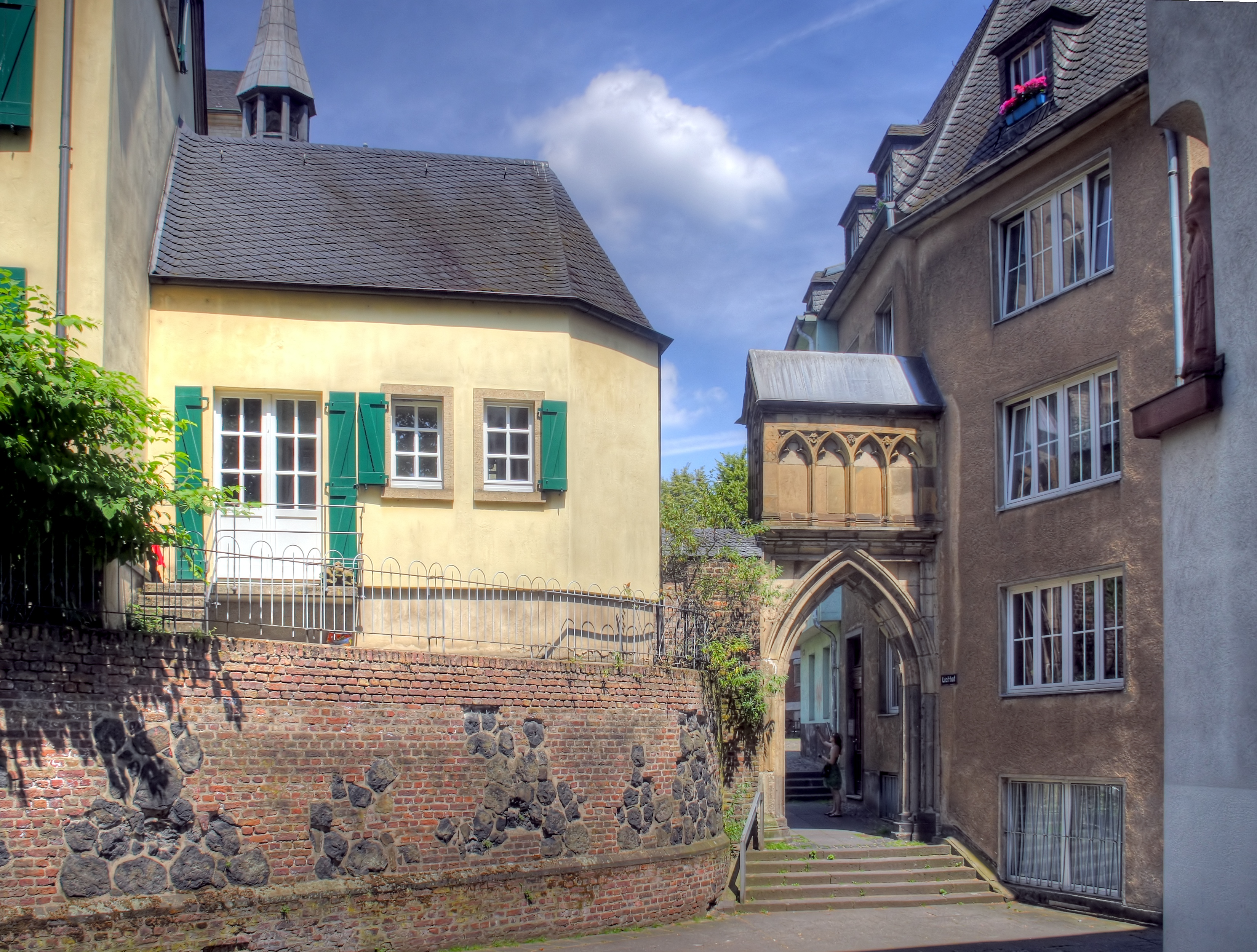
Воротца Трёх королей со стороны площади Марии